# متحف العميري للتراث
متحف العميري للتراث أحد متاحف منطقة الرياض، أسسه محمد سعد فائز العميري الشهري، يقع المتحف في حي أم الحمام، والمتحف عبارة عن قاعتين للعرض بالإضافة إلى صالة استقبال، مساحة القاعة الأولى 40 متر مربع والقاعة الثانية 36 متر مربع، بالإضافة إلى أن مبنى المتحف مسلح تراثي وهو جزء من منزل صاحب المتحف، وقد شمل العرض المتحفي بعض التراثيات الموروثة من أجداد صاحب المتحف مثل مخطوطات وبعض الأسلحة القديمة وبعض أدوات القهوة، وهناك أجنحة لعرض الصور وعرض العملاتمن المملكة العربية السعودية وعملات قديمة بالإضافة إلى ملبوسات تراثية خاصة بمنطقة عسير قديما بالإضافة إلى كتب قديمه وصحف.